# 596 Scheila
596 Scheila (Provisorisk beteckning: 1906 UA) är en asteroid i asteroidbältet. Den upptäcktes 21 februari 1906 av den tyske astronomen August Kopff i Heidelberg. Asteroiden fick sitt namn efter en engelsk student i Heidelberg.

## Kollision 2010
12 december 2010 rapporterade Steve Larson vid Catalina Sky Survey att man hade observerat en koma och en svans hos asteroiden. Det gjorde att asteroiden var en kandidat för en ny asteroidbältskomet. Observationer med hjälp av Hubble indikerade dock att asteroiden hade kolliderat med en annan mindre okänd asteroid och bildat en krater. Spektroskopiska studier visade att det utslungade materialet varken innehöll is eller något annat flyktigt material. Slutsatsen är därför att 596 Scheila inte alls är en komet, utan en asteroid som kastat ifrån sig en del sten och damm efter att ha kolliderat med en annan asteroid som var högst 100 meter i diameter.